# Kozma Endre
Kozma Endre (Budapest, 1909. december 31. - Budapest, 1942. április 26.) A magyarországi autó-motorsport hőskorának legeredményesebb motorversenyzője volt.

## Élete

### Gyermekkora
Svábhegyen nőtt fel, ahol gyermekkorától közelről követhette a motorsport fejlődését, nagyjainkat, a hozzánk látogató külföldi versenyzőket. 1920-tól a sváb-hegyi versenyek, majd 1924-től a Magyar TT-k a házuk előtt zajlottak. 

1928 elején vásárolta az első motorját, egy 500-as, oldalt szelepelt Matchlesst.

### A versenyzés kezdete
1929. április 14-én állt először starthoz a TTC túraversenyén. Technikai hiba miatt feladta a versenyt.

A kezdeti sikertelenség nem szegte kedvét. Egy felülszelepelt 500-as Matchlessre cserélte motorját, és ezzel indult a VI. Magyar TT startjánál az 500-asok között. Négy gyertyacseréje és fékproblémái miatt nem tudta teljesíteni az előírt időt, de a távot végigfutotta, és mint egyedüli magyar ért célba osztályában.

Következő alkalommal Kecskeméten indul a pünkösdi kétnapos versenyen, ahol három fő számban másodikként végzett.

Szeptember 29-én a X. Sváb-hegyi versenyen alig egy másodperccel Balázs László mögött a második helyen végzett. 

Október 6-án a MAC IV. János-hegyi versenyén Balázs László csak új útvonalrekorddal tudott győzni Kozma Endre előtt, aki szintén a régi rekordon belül futott be a célba.

### Az első igazi siker
Az 1930-as szezont a BSE Téli Versenye nyitotta meg, amin Kozma első aranyérmét nyerte.

### A baleset
A II. Magyar GP-t újból a Városligetben rendezték nemzetközi részvétellel. Kozma Endrének ígért új AJS nem érkezett meg, azért egy öreg AJS-sel állt rajthoz, és a Közlekedési Múzeum előtti hosszú jobbkanyarban bukott. A magas járdaszegélynek csapódott és négy csigolyája megrepedt. 

Sérülései miatt nem tudott eleget tenni az Angol TT-re való meghívásnak. Németországban kezeltette magát. Ettől kezdve élete végéig még járni is csak egy speciális, fűzős gerinctámasztékkal tudott.

### Újra a rajtnál
Szeptember 21-én a Svábhegyen jelent meg újból a startnál, első versenymotorjával, a Matchless-szel. Harmadik lett.

1931.április 5-én a III. Magyar GP-n az új királyláncos 500-as AJS-ével 5. lett gyertyacsere miatt.

Május 17-én a VIII. és egyben az utolsó TT-n a rajtnál beragadt a "beköpött" gyertya miatt. A gyertyacserét követően azonban új útvonalrekorddal nyerte és 28(!) másodperccel javította az előző megdönthetetlennek hitt körrekordot. 

Ezek után a Gugger-hegyi, és a III. Hármashatár-hegyi versenyt is megnyerte.

### A győzelmi sorozat

#### 1932
Az év rossz előjellel indult: ellopták az AJS-t. A Magyar Királyi Rendőrség azonban átfestve, törötten megtalálta. A Sopronban megrendezett IV. Magyar GP-n 500-as Rudge gépén indult, és a megnyerte a kategóriáját, mint a GP egyetlen magyar bajnoka.

A KMAC (Királyi Magyar Automobil Club) Kecskeméten rendezett Nemzeti Nagy Díját is megnyerte.

A VII. Gugger-hegyi versenyen két számban is diadalmaskodott: az 500-as Rudge nyergében új útvonalrekorddal, és az ezresek között az 500-as AJS-szel. Így a második bajnoki címét vihette haza.

#### 1933
Mint újdonsült BSE-tag indult a Téli Versenyen, a Reznicsek és a Frontharcos Túraversenyeken hol az AJS, hol a Rudge, majd egy 250-es Puch nyergében.

Az Osztrák-Magyar válogatott kupamérközés a KMAC rendezésében Sopronban került sor. Az idősebb, és toldott-foldott gépekkel felálló magyarok szép győzelmet arattak Kozma Bandival az élen.

Augusztus elsején a Lengyel TT-re Sziléziába utazott. A Balaton körüli Futárversenyt az új 500-as Puchhal nyerte. 
Október elején a Guggeren két győzelemmel zárta az idényt.

#### 1934
Januárban felröppent a hír: Kozma Endrének új, speciális versenygépet készít a Puch gyár. Április végén Reznicsek Túraverseny a Puch motorok győzelmi sorozatát hozta, Kozmával az élen.

Azonban Októberben a Hármashatár-hegyen a hazánkba látogató németek modernebb, jobb motorjaikkal minden számban elvitték az első helyeket.

#### 1935
Májusban egy új Steyr 100-as autó kormánya mögött három nagy túraversenyt nyert meg.

Szeptemberben visszanyergelt motorra: a Bajor Hatnapos verseny csapatában már egy 500-as Zündappal versenyzett. Viszont egy angollal való ütközés miatt feladta a küzdelmet.

Októberben az első dobogókői hegyi versenyen 600-as NSU-jával több mint 12 másodperces előnnyel győzött egy BMW 750 előtt.

A hármashatár-hegyi futam után 26 évesen ötödik bajnoki serlegét tehette a vitrinjébe.

#### Újra autóval
1936. január 25-én induló monte-carlói autós csillagtúra kis kategóriájába is benevezett Martinek Istvánnal. 1100-as Fiat Balillájával álltak rajthoz, és Kozma vezetésével a győzelmet is megszerezték.

Ungyanezzel a Balillával indult a KAC vándordíjas Reznicsek Túraversenyen, ahol szerencsés balesetet szenvedett.

Az Adler gyár egy kétüléses sportmodellt bocsátott a rendelkezésére a Frontharcos Túraútra, ahol első helyen végzett az 1100-asok között. Az első magyar autós GP előtt egy héttel Kecskeméten a "Grand Pix de Bugac"-on versenykocsik között szerepelt a Balillával.

#### Vissza motorra
1936-os Schwarzwaldban rendezett Hatnaposon Zündappal bronzérmet nyert, itthon NSU-val a Hármashatár-hegyi versenyt megnyerte.

1937-es szezont a németországi Eilenride versenyén kezdte, de technikai hiba miatt kiállni kényszerült.

#### BMW-s évek
Innentől kezdve BMW-vel versenyzett. Kezdetben egy széria R5-sel. Ezt hajtotta az V. Magyar GP-n is, ahol a második lett. Továbbra is verhetetlen volt a túraversenyeken, sőt a hátralévő körversenyen sem talált legyőzőre.

Októberben a dobogókői hegyi versenyen az 500-asok között hármas BMW győzelem született, Kozma Endrével az élen.

A háborúra készülő Európában sokasodtak a katonai jellegű túra és terepversenyek. A 24 órás Frontharcos Túraversenyt, és a Delmár Walter Jubileumi Túraversenyt is megnyerte.

A civil motorversenyként megrendezett 1938-as balatonföldvári viadalon is diadalmaskodni tudott. Ebben az idényben a hazai versenyeken Kozma Endre fölénye már vitathatatlan. 

1939 májusában a BMW gyár egyetlen külföldiként meghívta próbaversenyre a hockenheimi pályára. Sorra futotta a legjobb köridőket, egyedül a pályát jól ismerő Karl Gall volt jobb nála. Ennek ellenére, mivel nem volt német állampolgár, nem lehetett a gyári csapat tagja. Viszont kapott egy BMW R51-es sportmodellt. 

Ezzel júniusban az Európa-bajnoki futamon a Belga Gp-n a gyári versenyzők mögött a hatodik lett, majd a Svéd Gp-n ötödik. Ezzel az ötödik hellyel ő szerezte a magyar motorsport első EB pontjait.   

1939-ben a háború miatt a kilenc versenyből álló Európa-bajnokságot hét futamra rövidítették. Azért a FIM kiosztotta a helyezéseket, és Kozma Endre a hetedik lett. 

Augusztusban a németországi Hatnapost is megnyerte.

1940-ben az első tihanyi körversenyt 500-as futamát mind terep, mind gyorsasági kategóriában is megnyerte. E kettős győzelme volt egyben az utolsó versenye is.

### KTT
1939 őszétől terep-motorozni tanította a fiatalságot Rákoson, Veresegyházon illetve a Kis-Sváb-hegy oldalában. Ezek voltak a híres KTT-k (Kozma Terepezni Tanít vagy Kedélyes Terep Torna). Ezeken az edzéseken, versenyeken nőtt fel a motorversenyzők következő nemzedéke.

### A végzetes baleset
Magyarország többszörös motorkerékpár- és egyszeres autóbajnoka 1942. április 26-án motorkerékpár-balesetben halt meg. Közúti motorbalesetben szenvedett halálos sérülést. Egy elé kiszaladó kutyát akart kikerülni és olyan szerencsétlenül esett, hogy fejét beverte a járdaszegélybe. A kutya megmenekült. 
A Farkasréti temetőben található 11/1-1-11/12 sírhely az ő örök nyughelye 1942. május 7-e óta.

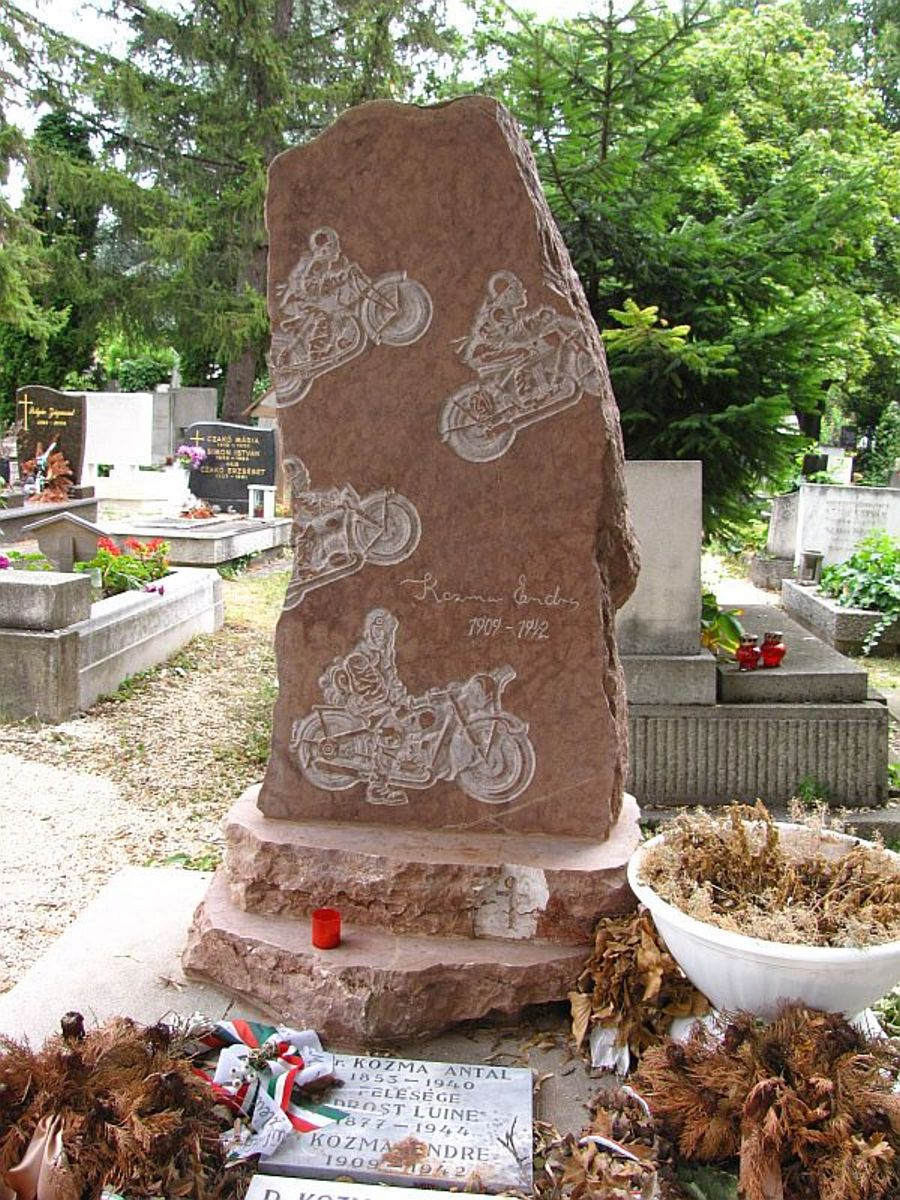
Sírja a Farkasréti temetőben (11/1-1-11/12) Alkotó: Varga Zoltán, 2012

## Emléke
A háború előtti időszak nagy magyar sportolóiról és nemzetközi szinten is nyilvántartott sikereikről a ma közvéleménye nem sokat tud. Az akkori sportvezetés a korábbi időszak eredményeit a „Horthy-fiúk passziójának” minősítette, és feledésre ítélte. Sikerrel. A magyar autó-motorsport hőskora nagyrészt tényleg feledésbe merült.
2009-ben Dabas Város és a Fóti Motorbarátok Köre szervezésében került sor a " 75 éves a Gyóni Beton" rendezvényre. Ekkor az útszakasz 1937-es átadására, az ottani sebességi világrekordokra és a pályán halálos balesetet szenvedő motorversenyzőre, Eric Fernihough-ra emlékeztek. A rendezvény sikerén felbuzdulva három magánszemély és a Fóti Motorbarátok Köre létrehozta a Kozma Endre Emlékbizottságot. Céljuk a versenyző és a "hőskor"  emlékének ápolása.

## Eredményei
Motorral
| Évszám                            | Eredmény                                  |
| --------------------------------- | ----------------------------------------- |
| 1931                              | Magyar Tourist Trophy győztese            |
| 1931, 1932, 1933, 1934, 1937,1938 | Magyar bajnok                             |
| 1936, 1938                        | 24 órás Frontharcos Túraút győztese       |
| 1936                              | Dabas-Gyón, 169,04 km/h rekordsebesség    |
| 1939                              | 6 napos Trial Terepverseny győztese       |
| 1939                              | belga nagydíj VI. és svéd nagydíj V. hely |

Autóval
| Évszám | Eredmény                    |
| ------ | --------------------------- |
| 1935   | Magyar bajnok               |
| 1936   | Monte Carlo Rallye győztese |

## Márkák és típusok Kozma Endre életéből
Kerékpár: kétsebességes Puch (5 évesen tanult meg kerékpározni)
Szóló motorkerékpárok
| Évszám                    | Típus                                            |
| ------------------------- | ------------------------------------------------ |
| ezen tanult meg motorozni | Ariel                                            |
| 1928, 1929                | Matchless 500cc, Oldalt szelepelt                |
| 1929, 1930                | Matchless 500cc, Felül szelepelt                 |
| 1930, 1931, 1932, 1933    | AJS 500cc                                        |
| 1932, 1933, 1934, 1937    | Rudge 500cc                                      |
| 1933                      | Puch 250cc                                       |
| 1933, 1934                | Puch 500cc                                       |
| 1935, 1936                | Zündapp 500cc                                    |
| 1935, 1936                | NSU 600cc                                        |
| 1937, 1938                | BMW R 5                                          |
| 1939, 1940, 1941          | BMW R 51                                         |
| 1942                      | Puch 125cc (Ezzel szenvedett halálos balesetet.) |

Autók
| Évszám     | Típus               |
| ---------- | ------------------- |
| 1935, 1936 | Fiat Balilla 1100cc |
| 1935       | Steyer 100          |
| 1936       | Adler 1100 Sport    |